# Pindall (Arkansas)
Pindall est un village situé dans l’État américain de l'Arkansas, dans le comté de Searcy.